# Тринидад и Тобаго на Светском првенству у атлетици на отвореном 2023.
Тринидад и Тобаго је учествовао на 19. Светском првенству у атлетици на отвореном 2023. одржаном у Будимпешти од 19. до 27. августа деветнаести пут, односно, учествовао је на свим првенствима до данас. Репрезентацију Тринидада и Тобагоа представљало је 14 такмичара (9 мушкараца и 5 жена) који су се такмичили у 6 дисциплина (4 мушке и 2 женске).,
На овом првенству такмичари Тринидад и Тобаго нису освојили ниједну медаљу нити су остварили неки резултат.

## Учесници
| Мушкарци: - Џерим Ричардс — 400 м, 4 × 400 м - Омари Левис — 4 × 100 м - Џерод Елкок — 4 × 100 м - Ревел Вебстер — 4 × 100 м - Девин Аугустине — 4 × 100 м - Рени Куов — 4 × 400 м - Аса Гевара — 4 × 400 м - Шаким Мекеј — 4 × 400 м - Кишорн Волкот — Бацање копља | Жене: - Мишел-Ли Ахје — 100 м, 4 × 100 м - Дијана Вајсман — 100 м - Akilah Lewis — 4 × 100 м - Рејаре Томас — 4 × 100 м - Леах Бертранд — 4 × 100 м |  |

## Резултати

### Мушкарци
| Атлетичар                                             | Дисциплина   | Лични рекорд | Квалификације  | Квалификације  | Полуфинале           | Полуфинале           | Финале                | Финале       | Детаљи |
| Атлетичар                                             | Дисциплина   | Лични рекорд | Резултат       | Место          | Резултат             | Место                | Резултат              | Место        | Детаљи |
| ----------------------------------------------------- | ------------ | ------------ | -------------- | -------------- | -------------------- | -------------------- | --------------------- | ------------ | ------ |
| Џерим Ричардс                                         | 400 м        | 44,54        | 45,15(.149) КВ | 3. у гр. 3     | 44,76                | 4. у гр. 1           | Нису се квалификовали | 8 / 41 (45)  |        |
| Омари Левис Џерод Елкок Ревел Вебстер Девин Аугустине | 4 х 100 м    | 37,62 НР     | 38,89          | 5. у гр. 1     |                      |                      | Нису се квалификовали | 12 / 13 (16) |        |
| Рени Куов Аса Гевара Шаким Мекеј Џерим Ричардс        | 4 х 400 м    | 2:58,12 НР   | 3:01,54 НРС    | 7. у гр. 1     | 14 / 17              |                      | Нису се квалификовали |              |        |
| Кишорн Волкот                                         | Бацање копља | 90,16 НР     | Није стартовао | Није стартовао | Није се квалификовао | Није се квалификовао |                       |              |        |

### Жене
| Атлетичарка                                           | Дисциплина | Лични рекорд | Квалификације | Квалификације | Полуфинале            | Полуфинале            | Финале                | Финале       | Детаљи |
| Атлетичарка                                           | Дисциплина | Лични рекорд | Резултат      | Место         | Резултат              | Место                 | Резултат              | Место        | Детаљи |
| ----------------------------------------------------- | ---------- | ------------ | ------------- | ------------- | --------------------- | --------------------- | --------------------- | ------------ | ------ |
| Мишел-Ли Ахје                                         | 100 м      | 10,82 НР     | 11,16 КВ      | 1. у гр. 6    | 11,18(.180)           | 5. у гр. 1            | Ниje се квалификовалa | 16 / 54 (56) |        |
| Леах Бертранд                                         | 100 м      | 11,08        | 11,32(.315)   | 6. у гр. 3    | Ниje се квалификовалa | Ниje се квалификовалa | Ниje се квалификовалa | 29 / 54 (56) |        |
| Akilah Lewis Мишел-Ли Ахје Рејаре Томас Леах Бертранд | 4 х 100 м  | 42,03 НР     | 42,85 НРС     | 5. у гр. 1    |                       |                       | Нису се квалификовале | 10 / 15 (17) |        |